# Binnenplaats bij het stadhuis te Culemborg
Binnenplaats bij het stadhuis te Culemborg is een olieverfschilderij van de Nederlandse kunstenaar Jan Weissenbruch in het Dordrechts Museum in het Nederlandse Dordrecht. Het exacte jaartal dat het schilderij geschilderd is, is onbekend. Het schilderij moet echter van vóór 1860 dateren, en is in 1882 aangekocht door het Dordrechts Museum. Het wordt tot de romantiek gerekend.

## Voorstelling
Het schilderij toont het stadhuis van Culemborg gezien vanuit westelijke richting. Weissenbruch heeft er vermoedelijk opzettelijk voor gekozen om het stadhuis vanuit een binnenplaats vanaf de zijkant af te beelden. Dit is uitzonderlijk omdat de meeste schilderijen het stadhuis en het plein ervoor afbeelden. 
In het schilderij is duidelijk het zonlicht te zien dat vanaf rechtsachter de schilder op de bebouwing valt. Het zonlicht zorgt voor scherpe contrasten in het schilderij. Ook opvallend is het contrast qua bebouwing. Het stadhuis oogt goed onderhouden en statig, terwijl de bebouwing op de voorgrond in verval lijkt te raken zoals te zien is aan de scheuren in de muur. Op de voorgrond zijn drie figuren en een hond afgebeeld.